# Ernst Schnitzler

Ernst Schnitzler

Ernst Schnitzler (* 1. Mai 1877 in Viersen; † 2. Juni 1962 in Düsseldorf-Oberkassel) war ein deutscher Politiker (Zentrum).

## Leben und Wirken
Ernst Schnitzler wurde 1877 als Sohn des Unternehmers Theodor Schnitzler geboren. Nach dem Besuch der Volksschule und des Realgymnasiums in Viersen studierte er an der Handelshochschule Berlin. Praktisch ausgebildet wurde er in den Firmen F.W. Grees in Viersen, den Chemischen Fabriken Weilerter Meer in Uerdingen und der Maschinenfabrik Büttner, ebenfalls in Uerdingen.
1904 übernahm Schnitzler die Leitung der Deutsch-Chinesischen Seiden-Industrie-Gesellschaft in Tsingtau. Ab 1912 bekleidete er das Amt des Direktors der Rheinischen Kampferfabrik in Düsseldorf.
Von 1914 bis 1918 nahm Schnitzler am Ersten Weltkrieg teil, in dem er als Pionier und Kraftfahrer eingesetzt wurde. 1932 machte er sich als Alleininhaber der Firma van den Kerthoff & Co. in Reuß selbständig. Zu dieser Zeit bekleidete er eine Reihe von Ämtern auf kommunaler Ebene: Er wurde Mitglied des Finanzgerichtes (Handelsgerichtsrat) und Mitglied des Industrieausschusses der Handelskammer Düsseldorf sowie Stadtverordneter in Düsseldorf.
Darüber hinaus war er um 1932/33 unter anderem Mitglied im Aufsichtsrat der Hannoverschen Eisengießerei und Maschinenfabrik.
Politisch betätigte Schnitzler sich in der katholischen Zentrumspartei. Für diese saß er von Juli 1932 bis zum Sommer 1933 als Abgeordneter im Reichstag, in dem er den Wahlkreis 22 (Düsseldorf-Ost) vertrat. Als Abgeordneter stimmte Schnitzler unter anderem für das von der Regierung Hitler eingebrachte Ermächtigungsgesetz vom 24. März 1933, das die juristische Grundlage für die Errichtung der NS-Diktatur bildete.